# Hillsboro (Kansas)
Hillsboro es una ciudad ubicada en el condado de Marion en el estado estadounidense de Kansas. En el año 2010 tenía una población de 2993 habitantes y una densidad poblacional de 586,86 personas por km².

## Geografía
Hillsboro se encuentra ubicada en las coordenadas 38°21′5″N 97°12′9″O / 38.35139, -97.20250 (38.351306, -97.202456).

## Demografía
Según la Oficina del Censo en 2000 los ingresos medios por hogar en la localidad eran de $32,736 y los ingresos medios por familia eran $42,465. Los hombres tenían unos ingresos medios de $31,188 frente a los $20,134 para las mujeres. La renta per cápita para la localidad era de $15,544. Alrededor del 9.7% de la población estaban por debajo del umbral de pobreza.